# 約克 (伊利諾伊州)
約克（英語：York）是位於美國伊利諾伊州克拉克縣的一個非建制地區。該地的面積和人口皆未知。

## 地理
約克的座標為39°10′17″N 87°38′21″W / 39.17139°N 87.63917°W，而該地的平均海拔高度為137米（即449英尺）。